# Avesnes-en-Val
Avesnes-en-Val ist eine Gemeinde im französischen
Département Seine-Maritime in der Region Normandie (vor 2016 Haute-Normandie). Sie gehört zum Arrondissement Dieppe und zum Kanton Neufchâtel-en-Bray (bis 2015 Kanton Envermeu). Die Einwohner werden Avesnois genannt. Zu Avesnes-en-Val gehören die Ortsteile Saint-Aignan-les-Sept-Meules und Villy-le-Haut.

## Bevölkerungsentwicklung
| Jahr      | 1962 | 1968 | 1975 | 1982 | 1990 | 1999 | 2007 | 2014 | 2021 |
| Einwohner | 405  | 406  | 372  | 307  | 291  | 268  | 281  | 267  | 269  |

## Sehenswürdigkeiten

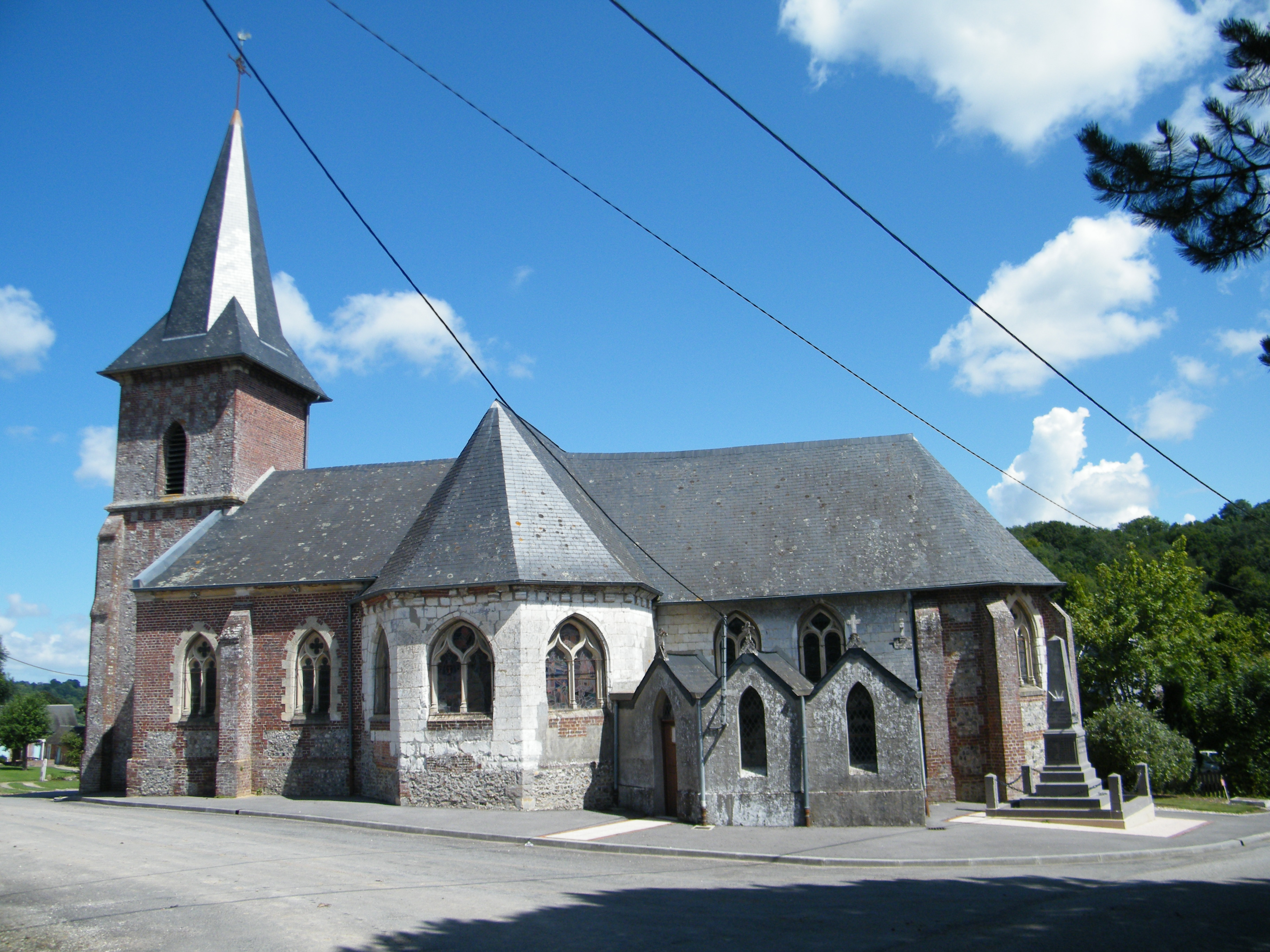
Kirche Saint-Melaine
- Kirche Notre-Dame im Ortsteil Villy-le-Haut
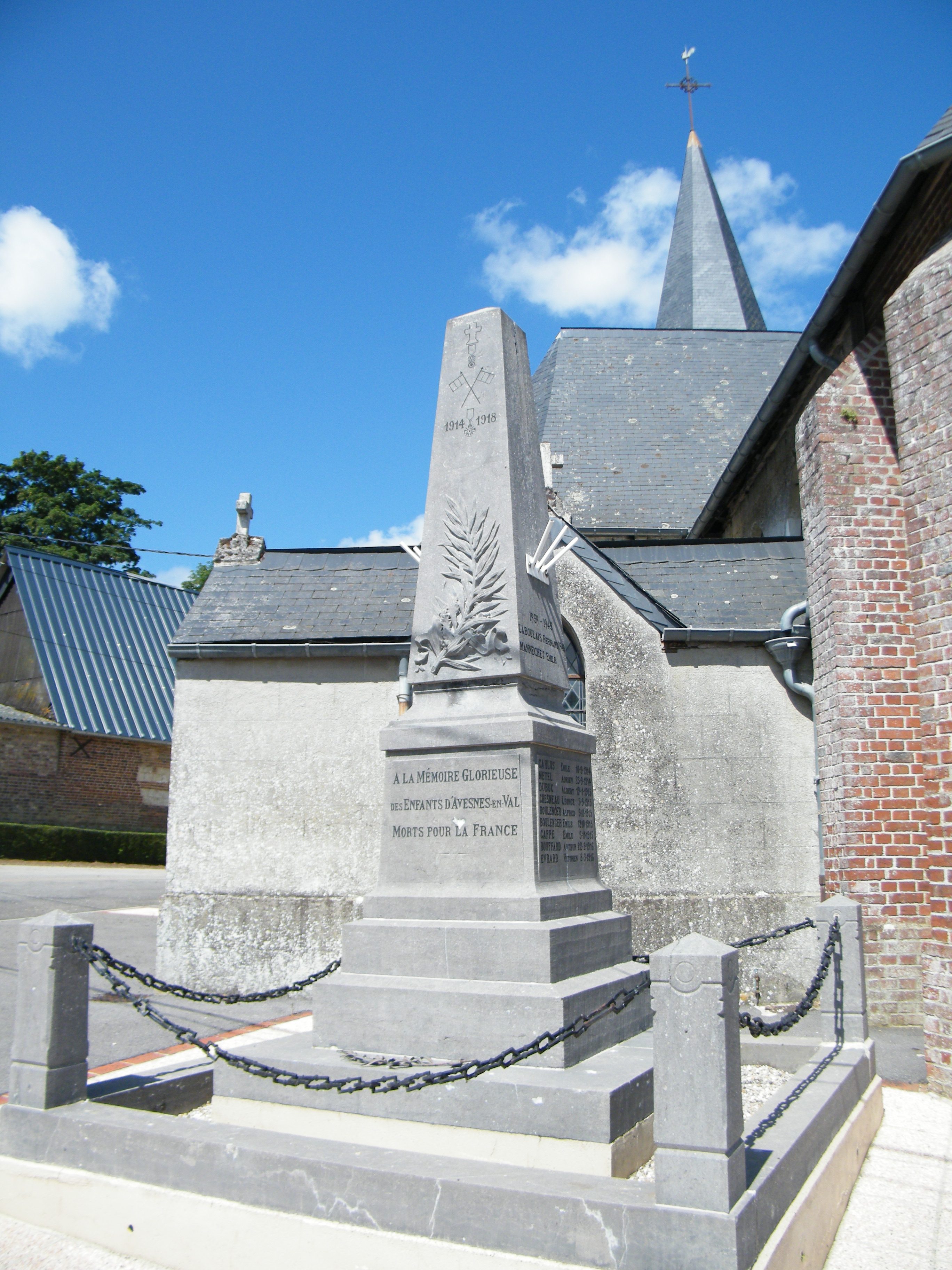
Kriegerdenkmal
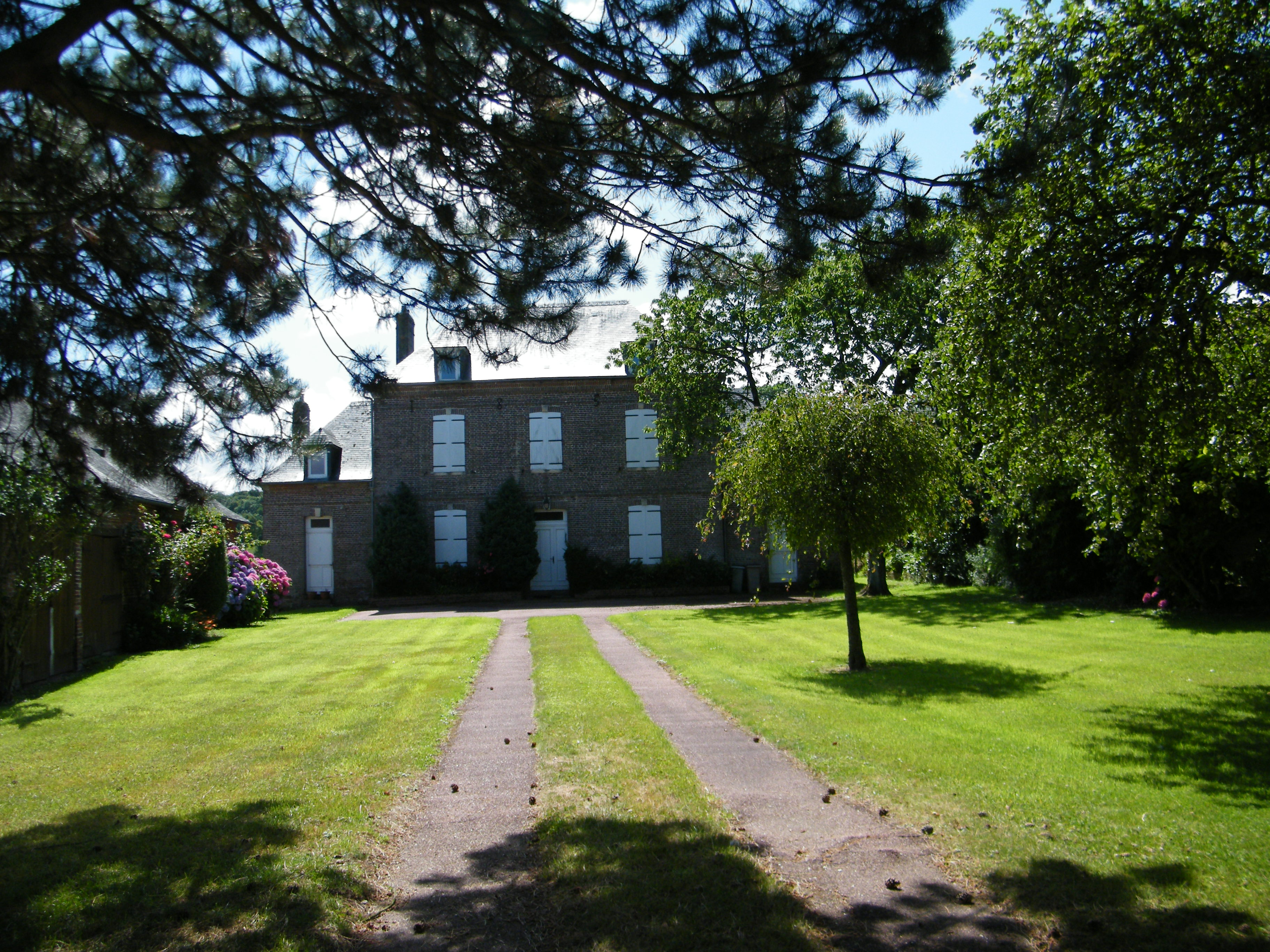
ehemaliges Pfarrhaus
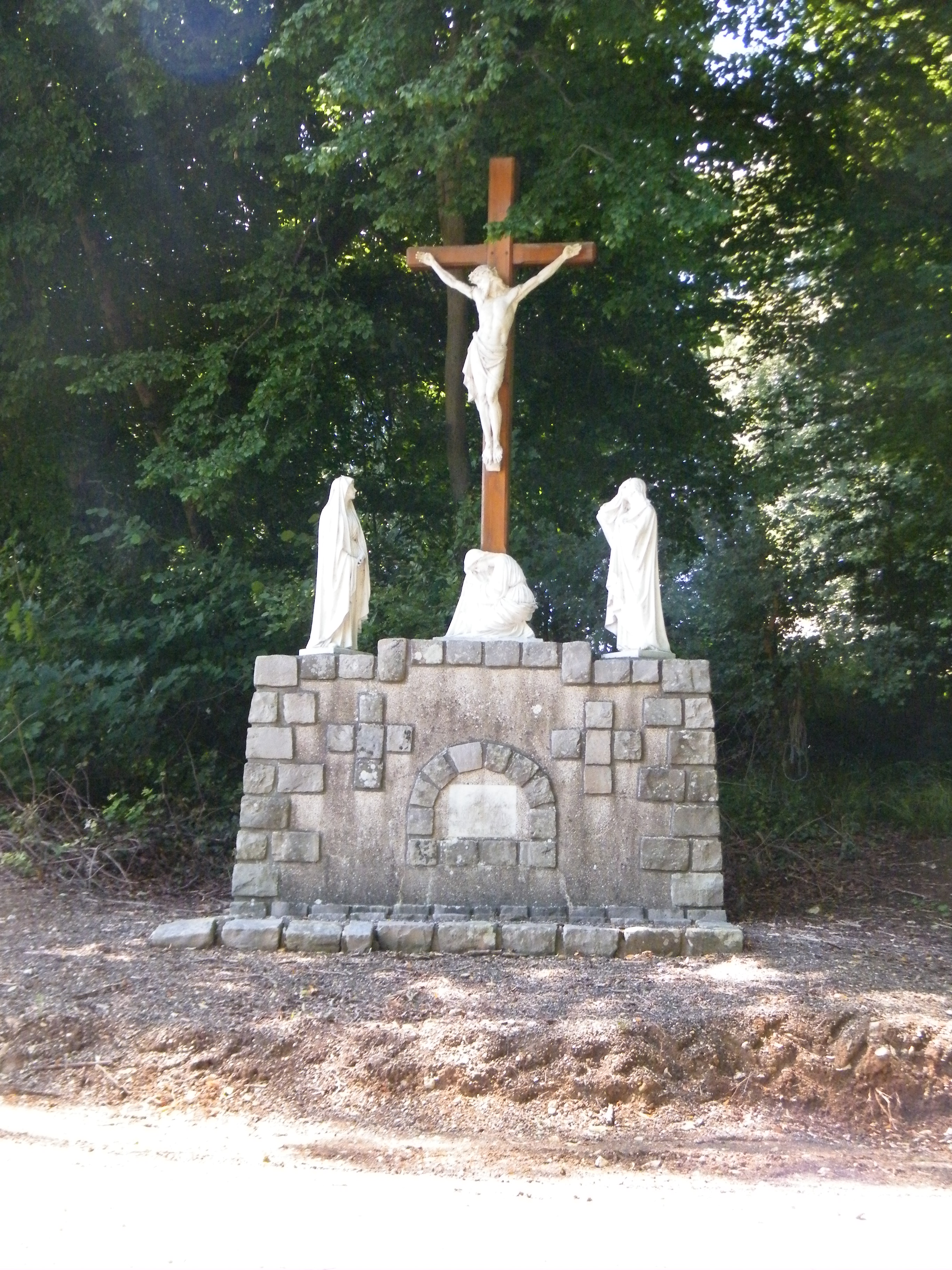
Kalvarienberg

- Kirche Saint-Melaine
- Kriegerdenkmal
- Ehemaliges Pfarrhaus
- Kalvarienberg